# Raymund Krauleidis
Raymund Krauleidis (* 2. Juli 1973 in Tübingen) ist ein deutscher Sachbuch- und Roman-Autor.

## Leben
Krauleidis studierte ab 1993 Betriebswirtschaftslehre. Seine vor allem satirischen Texte erschienen auf Spiegel Online, in der Welt, der Rheinischen Post, auf ZYN!, kolumnen.de sowie im Frankfurter Magazin. Daneben schrieb er Sachbücher für die „Für Dummies“-Reihe. Im Dezember 2009 erschien sein Romandebüt Schmoltke & Ich.

## Werke
- mit Michael Griga und Arthur Kosiol: Controlling für Dummies. Wiley-VCH, Weinheim 2005, ISBN 3-527-70153-2.
- mit Michael Griga: Buchführung und Bilanzierung für Dummies. Wiley-VCH, Weinheim 2007, ISBN 978-3-527-70554-2.
- mit Michael Griga: GuV für Dummies. Wiley-VCH, Weinheim 2009, ISBN 978-3-527-70465-1.
- mit Michael Griga: Balanced scorecard für Dummies. Wiley-VCH, Weinheim 2009, ISBN 978-3-527-70466-8.
- mit Michael Griga: Bilanzen erstellen und lesen für Dummies. Wiley-VCH, Weinheim 2009, ISBN 978-3-527-70475-0.
- Schmoltke & Ich. Ein Büroroman. Heyne Verlag, München 2009, ISBN 978-3-453-40750-3.
- Schmoltke All Inclusive. Heyne, München 2011, ISBN 978-3-453-40872-2.
- Bürokrankheiten. Bastei Lübbe, Köln 2013, ISBN 978-3-785-76091-8.
- Achtung, Globetrottel! Wovor Sie sich im Urlaub hüten sollten. Bastei Lübbe, Köln 2013, ISBN 978-3-404-60783-9
- Eine Rolle Klopapier hat 200 Blatt. Warum ist keins mehr da, wenn man es am dringendsten braucht? Das Leben in Textaufgaben. Goldmann, München 2015, ISBN 978-3-442-15887-4.